# Чемпионат Европы по лёгкой атлетике 2024 — эстафета 4×100 метров (мужчины)
Соревнования в эстафете 4×100 метров у мужчин на чемпионате Европы по лёгкой атлетике 2024 года прошли 11 и 12 июня в Риме (Италия) на Олимпийском стадионе.
Действующим чемпионом Европы в эстафете 4×100 метров являлась сборная Великобритании.

## Призёры
| Золото | Серебро                                                                 | Бронза                                                              |
| Италия · Маттео Меллуццо · Ламонт Джейкобс · Лоренцо Патта · Филиппо Торту · Роберто Ригали · Лоренцо Симонелли | Нидерланды · Элвис Африфа · Таймир Бёрнет · Хави Мо-Аджок · Нсикак Экпо | Германия · Кевин Кранц · Оуэн Анса · Дениз Алмас · Лукас Анса-Пепра |

Курсивом выделены участники, выступавшие только в предварительных забегах

## Рекорды
До начала соревнований действующими были следующие рекорды.
| Мировой рекорд                   | Ямайка · Неста Картер · Майкл Фрэйтер · Йохан Блейк · Усэйн Болт                     | 36.84 | Лондон (Великобритания)    | 11 августа 2012 |
| Рекорд Европы                    | Великобритания · Адам Джемили · Зарнел Хьюз · Ричард Килти · Нетанил Митчелл-Блэйк   | 37.36 | Доха (Катар)               | 5 октября 2019  |
| Рекорд чемпионатов Европы        | Великобритания · Джеремайя Азу · Зарнел Хьюз · Джона Эфолоко · Нетанил Митчелл-Блэйк | 37.67 | Мюнхен (Германия)          | 21 августа 2022 |
| Лучший результат сезона в мире   | США · Кортни Линдси · Кеннет Беднарек · Кайри Кинг · Ноа Лайлс                       | 37.40 | Нассау (Багамские Острова) | 5 мая 2024      |
| Лучший результат сезона в Европе | Италия · Роберто Ригали · Ламонт Джейкобс · Лоренцо Патта · Филиппо Торту            | 38.14 | Нассау (Багамские Острова) | 4 мая 2024      |

## Отбор на чемпионат Европы
К соревнованиям были допущены 16 сильнейших сборных Европы, определявшиеся по сумме двух лучших результатов, показанных в период с 1 января 2023 года по 26 мая 2024 года.

## Расписание
| Дата         | Время | Раунд соревнований     |
| ------------ | ----- | ---------------------- |
| 11 июня 2024 | 12:00 | Предварительные забеги |
| 12 июня 2024 | 22:50 | Финал                  |

Время местное (UTC+2:00)

## Результаты
Обозначения: Q — Автоматическая квалификация | q — Квалификация по показанному результату | qR — Квалификация по решению судей | WR — Мировой рекорд | ER — Рекорд Европы | CR — Рекорд чемпионатов Европы | NR — Национальный рекорд | WL — Лучший результат сезона в мире | EL — Лучший результат сезона в Европе | SB — Лучший результат в сезоне | DNS — Не стартовали | DNF — Не финишировали | DQ — Дисквалифицированы

 Автоматическая квалификация  Квалификация по показанному результату  Запасные

### Предварительные забеги
Квалификация: первые 3 команды в каждом забеге (Q) плюс 2 лучших по времени (q) проходили в финал.
Действующие чемпионы из Великобритании из-за плохой передачи эстафетной палочки с 3-го на 4-й этап финишировали последними в своём забеге и не пробились в финал.
Сборная Бельгии установила новый национальный рекорд — 38.55. Прежнее достижение 38.73 было показано в 2022 году на предыдущем чемпионате Европы почти тем же составом (единственным измением в команде стал Антуан Снидерс).
| Место | Команда                                                                                            | Забег | Результат | Результат | Примечания |
| ----- | -------------------------------------------------------------------------------------------------- | ----- | --------- | --------- | ---------- |
| 1     | Нидерланды (Элвис Африфа, Таймир Бёрнет, Хави Мо-Аджок, Нсикак Экпо)                               | 2     | 38.34     |           | Q          |
| 2     | Италия (Роберто Ригали, Маттео Меллуццо, Лоренцо Патта, Лоренцо Симонелли)                         | 2     | 38.40     |           | Q          |
| 3     | Германия (Кевин Кранц, Оуэн Анса, Дениз Алмас, Лукас Анса-Пепра)                                   | 1     | 38.43     | (.421)    | Q, SB      |
| 4     | Франция (Антуан Тораваль, Джефф Эрьюс, Райан Зезе, Эмерик Приам)                                   | 2     | 38.43     | (.425)    | Q          |
| 5     | Бельгия (Кобе Влеминкс, Вард Меркс, Антуан Снидерс, Симон Верхерстратен)                           | 1     | 38.55     |           | Q, NR      |
| 6     | Польша (Марек Закшевский, Оливер Вдовик, Лукаш Жак, Доминик Копец)                                 | 1     | 38.67     |           | Q, SB      |
| 7     | Швейцария (Паскаль Манчини, Феликс Свенссон, Брэдли Лестрад, Тимоте Мументалер)                    | 1     | 38.70     |           | q          |
| 8     | Дания (Расмус Клаусен, Эмиль Кьер, Якоб Воруп, Симон Хансен)                                       | 1     | 39.10     |           | q          |
| 9     | Греция (Василиос Мириантопулос, Николаос Панайотопулос, Сотириос Гаранганис, Иоаннис Нифантопулос) | 1     | 39.13     |           | SB         |
| 10    | Испания (Рикардо Санчес, Абель Алехандро Хордан, Хуан Карлос Кастильо, Серхио Лопес)               | 2     | 39.21     |           | SB         |
| 11    | Чехия (Зденек Стромшик, Ян Велеба, Ян Ирка, Ондржей Мацик)                                         | 2     | 39.22     |           |            |
| 12    | Португалия (Карлуш Насименту, Андре Празереш, Делвиш Сантуш, Габриэл Майя)                         | 2     | 39.26     |           | SB         |
| 13    | Ирландия (Толувабори Акинола, Марк Смит, Колин Дойл, Исраэль Олатунде)                             | 1     | 39.34     |           | SB         |
| 14    | Турция (Кайхан Озер, Огуз Уяр, Батухан Алтынташ, Мустафа Кемаль Ай)                                | 2     | 39.57     |           |            |
| 15    | Великобритания (Чиджинду Уджа, Джона Эфолоко, Ричард Килти, Ромелл Глейв)                          | 1     | 39.60     |           |            |
| 16 !  | Словения (Ерней Гумилар, Матевж Шуштаршич, Андрей Скочир, Аней Чурин-Прапотник)                    | 2     | DNF       |           |            |

### Финал
Финал в эстафете 4×100 метров у мужчин состоялся 12 июня 2024 года. Сборная Франции отказалась от участия в финале из-за травмы Райана Зезе и отсутствия доступных запасных, её место заняла сборная Греции.
Составить конкуренцию хозяевам соревнований, олимпийским чемпионам 2021 года, не смогла ни одна команда. Победное преимущество итальянцев составило 0.64 секунды — наибольшее значение в истории чемпионатов Европы. Ламонт Джейкобс завоевал второе золото на турнире (ранее он защитил титул в беге на 100 метров). Филиппо Торту стал двукратным призёром: в его активе также серебро на дистанции 200 метров. Золотую медаль также получил чемпион в беге на 110 метров с барьерами Лоренцо Симонелли, выступавший за команду в предварительных забегах. Италия впервые выиграла мужскую эстафету 4×100 метров на чемпионате Европы.
| Место | Команда                                                                                            | Результат | Примечания |
| ----- | -------------------------------------------------------------------------------------------------- | --------- | ---------- |
| 1     | Италия (Маттео Меллуццо, Ламонт Джейкобс, Лоренцо Патта, Филиппо Торту)                            | 37.82     | EL         |
| 2     | Нидерланды (Элвис Африфа, Таймир Бёрнет, Хави Мо-Аджок, Нсикак Экпо)                               | 38.46     |            |
| 3     | Германия (Кевин Кранц, Оуэн Анса, Дениз Алмас, Лукас Анса-Пепра)                                   | 38.52     |            |
| 4     | Бельгия (Кобе Влеминкс, Вард Меркс, Антуан Снидерс, Симон Верхерстратен)                           | 38.65     |            |
| 5     | Швейцария (Паскаль Манчини, Вильям Реэс, Брэдли Лестрад, Тимоте Мументалер)                        | 38.68     |            |
| 6     | Дания (Симон Хансен, Эмиль Кьер, Якоб Воруп, Фредерик Скоу-Нильсен)                                | 39.21     |            |
| 7     | Греция (Василиос Мириантопулос, Николаос Панайотопулос, Сотириос Гаранганис, Иоаннис Нифантопулос) | 39.39     |            |
| 8 !   | Польша (Лукаш Жок, Марек Закшевский, Лукаш Жак, Доминик Копец)                                     | DNF       |            |